# Mukendi Mbuyi
Mukendi Mbuyi (ur. 26 kwietnia 1960 w Kanandze) – koszykarka z Demokratycznej Republiki Konga, olimpijka.
Wraz z reprezentacją narodową wystąpiła na Letnich Igrzyskach Olimpijskich 1996 w Atlancie. Wzięła udział we wszystkich siedmiu spotkaniach, które rozegrała jej drużyna na tych igrzyskach. Mbuyi zdobyła w nich 12 punktów, dokonała także 24 zbiórek, 5 asyst, 23 fauli, 7 strat i 5 przechwytów. Jej drużyna uplasowała się na ostatnim 12. miejscu.
Uczestniczyła w mistrzostwach świata w 1990 roku, gdzie zdobyła 74 punkty w 8 spotkaniach.